# San Javier megye (Santa Fe)
San Javier egy megye Argentína középpontjától északkeletre, Santa Fe tartományban. Székhelye San Javier.

## Népesség
A megye népessége a közelmúltban a következőképpen változott:
| Év   | Lakosság |
| ---- | -------- |
| 2001 | 29 720   |
| 2010 | 30 959   |